# Resolutie 1549 Veiligheidsraad Verenigde Naties
Resolutie 1549 van de Veiligheidsraad van de Verenigde Naties werd unaniem door de VN-Veiligheidsraad aangenomen op 17 juni 2004 en verlengde het onderzoek naar de schendingen van de sancties tegen Liberia.

## Achtergrond
Na de hoogtijdagen onder het decennialange bestuur van William Tubman, die in 1971 overleed, greep Samuel Doe de macht. Diens dictatoriale regime ontwrichtte de economie en er ontstonden rebellengroepen tegen zijn bewind, waaronder die van de latere president Charles Taylor. In 1989 leidde de situatie tot een burgeroorlog waarin de president vermoord werd. De oorlog bleef nog doorgaan tot 1996. Bij de verkiezingen in 1997 werd Charles Taylor verkozen en in 1999 ontstond opnieuw een burgeroorlog toen hem vijandige rebellengroepen delen van het land overnamen. Pas in 2003 kwam er een staakt-het-vuren en werden VN-troepen gestuurd. Taylor ging in ballingschap en de regering van zijn opvolger werd al snel vervangen door een overgangsregering. In 2005 volgden opnieuw verkiezingen, waarna Ellen Johnson-Sirleaf de nieuwe president werd.

## Inhoud

### Waarnemingen
Met resolutie 1521 waren nieuwe sancties opgelegd tegen Liberia en een comité en een panel van experts opgericht om respectievelijk toe te zien op de uitvoering van die sancties en onderzoek te voeren naar schendingen ervan. Beiden hadden nu een rapport ingediend.
Verder vroeg de overgangsregering van Liberia om de embargo's op hout en diamant op te heffen en dat experts het land binnen de 90 dagen zouden bezoeken om te zien hoe de overgangsregering presteerde om aan de voorwaarden hiervoor te voldoen.

### Handelingen
De Veiligheidsraad besloot het panel van experts opnieuw op te richten vanaf 30 juni tot 31 december om:
a. Om een vervolgonderzoek te voeren naar de uitvoering van de sancties en schendingen van die sancties in Liberia en buurlanden,
b. De vooruitgang inzake de doelstellingen in de paragrafen °5, °7 en °11 van resolutie 1521 (naleving van het staakt-het-vuren, certifiëring van ruwe diamanten en controle over de houtkapindustrie),
c. Toezien op de uitvoering van de maatregelen in paragraaf °1 van resolutie 1532 (bevriezing van de door ex-president Charles Taylor verduisterde fondsen),
d. De sociaal-economische- en humanitaire impact van die maatregelen inschatten.
Het panel werd gevraagd tegen 30 september tussentijds en tegen 10 december finaal te rapporteren. De secretaris-generaal werd gevraagd tegen 30 juni de vijf experts aan te stellen. De overgangsregering van Liberia werd aangespoord om te zorgen voor een systeem met certificaten van oorsprong voor diamanten, te zorgen dat ze de houtkapindustrie onder controle had en dat de inkomsten daaruit niet naar het conflict vloeiden.

## Verwante resoluties
- Resolutie 1521 Veiligheidsraad Verenigde Naties (2003)
- Resolutie 1532 Veiligheidsraad Verenigde Naties
- Resolutie 1561 Veiligheidsraad Verenigde Naties
- Resolutie 1579 Veiligheidsraad Verenigde Naties

Lijst ·  1522 ·  1523 ·  1524 ·  1525 ·  1526 ·  1527 ·  1528 ·  1529 ·  1530 ·  1531 ·  1532 ·  1533 ·  1534 ·  1535 ·  1536 ·  1537 ·  1538 ·  1539 ·  1540 ·  1541 ·  1542 ·  1543 ·  1544 ·  1545 ·  1546 ·  1547 ·  1548 ·  1549 ·  1550 ·  1551 ·  1552 ·  1553 ·  1554 ·  1555 ·  1556 ·  1557 ·  1558 ·  1559 ·  1560 ·  1561 ·  1562 ·  1563 ·  1564 ·  1565 ·  1566 ·  1567 ·  1568 ·  1569 ·  1570 ·  1571 ·  1572 ·  1573 ·  1574 ·  1575 ·  1576 ·  1577 ·  1578 ·  1579 ·  1580